# محافظة درخان-وول
محافظة درخان-وول (بالإنجليزية: Darkhan-Uul Province)‏ هي محافظة في منغوليا، تتبع منغوليا، بلغ عدد سكانها 90٬642 نسمة، في 2010، عاصمتها دارخان، تبلغ مساحتها 3٬275 كيلومتر مربع.

## الموقع
تشترك في الحدود مع:
- محافظة سيلنج.

## التقسيمات الإدارية
- دارخان
- Khongor, Darkhan-Uul [الإنجليزية]‏
- Sharyngol, Darkhan-Uul [الإنجليزية]‏
- Orkhon, Darkhan-Uul [الإنجليزية]‏.